# VideoLAN
VideoLAN és una organització fundada a França, al 2009, amb el projecte de programari i llibreries multiplataforma, iniciat al 1996, sota GNU General Public License (GPL) per a la reproducció, el tractament i la transmissió d'àudio-vídeo a través de la xarxa. L'equip original estava conformat per estudiants de École centrale Paris i actualment participen desenvolupadors de tot el món. Les aplicacions més destacades del projecte són: el client VLC (reproductor que permet a més emissió i transcodificación bàsica de multimèdia), i còdecs lliures per a la lectura de contingut en unitats DVD i BluRay.

## Informació general
No necessita la descàrrega i instal·lació de còdecs ja que els porta incorporats sent de molta utilitat.
És un programari lliure distribuït sota la llicència GNU GPL. Suporta molts còdecs d'àudio i video, així com diferents tipus d'arxius, a més suporta els formats de DVD, VCD i diversos protocols streaming.
En Windows, Linux, i algunes altres plataformes, VLC inclou un plug-in Mozilla, que permet veure alguns arxius Quicktime i Windows Media Player a les webs sense haver d'utilitzar un reproductor de Microsoft o Apple. Permet streaming múltiple i Vídeo baix demanda (VoD).
A més, pot ser usat com a servidor unicast o multicast en xarxes IPv4 o IPv6.

## Diagrama

### Composició
VideoLAN és un projecte de desenvolupament de programari format per dues aplicacions multi-plataforma:
- VLS (VideoLAN Server). Un servidor de Streaming multimèdia. Pot transmetre arxius MPEG-1, MPEG-2 i MPEG-4, DVD, canals digitals de satèl·lit, canals digitals de televisió terrestre i vídeo en viu sobre la xarxa en unicast o multicast.Ideal per a la distribució de vídeo sobre xarxes de gran ample de banda, permetrà fer streaming directament a una màquina unicast per IP, un conjunt de màquines multicast per IP. Permet reproduir vídeos des de fitxers i DVD, targetes capturadoras MPEG i targetes DVB. Actualment no es troba enlaire desenvolupament, per la qual cosa es recomana utilitzar les capacitats de streaming del VideoLAN client.

- VLC (inicialment client VideoLAN - VideoLAN Client). Un reproductor de mitjans. És capaç de reproduir els formats d'àudio i vídeo més difosos de manera totalment autònoma amb un resultat excel·lent gràcies a un tractament posterior de la imatge i el so amb una qualitat superior. Pot ser usat com a servidor per transmetre arxius MPEG-1, MPEG-2 i MPEG-4, DVD i vídeo en viu sobre la xarxa en unicast o multicast; o usat com a client per rebre, decodificar i visualitzar fluxos MPEG sobre varis sistemes operatius. És compatible per a plataformes com Windows, Linux, Mac i fins i tot per a Set-top box.

## Nou projecte
Els darrers anys, s'ha estat desenvolupant un projecte anomenat VLMa (VideoLAN Manager). Es tracta d'una aplicació per tractar broadcasts de canals de televisió, rebuts de forma digital terrestre o mitjançant satèl·lit. Té la possibilitat de fer streaming d'arxius d'àudio i de video. Consisteix en un daemon (anomenat VLMad) i una interfície web (VLMaw). S'està desenvolupant sota una llicència pública de GNU com el VLC mitjana player.

## Formats suportats
- Arxius capaços de llegir: UDP/RTP unicast or multicast, HTTP, FTP, MMS, DVD, VCD, SVCD, CD Àudio, DVB (Solament en Windows i linux,), Video acquisition (via V4l i DirectShow), RSS/Atom Fuentes, i arxius emmagatzemats en la teva computadora

- Formats amb àudio i video incrustats: 3GP,ASF, AVI, FLV, MKV, QuickTime, MP4, Ogg, OGM, WAV, MPEG-2 (ÉS, PS, TS, PVA,MP3), AIFF, Raw àudio, Raw DV, FLAC,MOV.

- Formats de video: Cinepak, DV, H.263, H.264/MPEG-4 AVC, HuffYUV, Indeo, MJPEG, MPEG-1, MPEG-2, MPEG-4 Part 2, Sorenson, H.263 (vídeos deYouTube), Theora, VC-1, VP5, VP6, WMV

- Subtítols: DVD, SVCD, DVB, OGM, SubStation Alpha, SubRip, Advanced SubStation Alpha, MPEG-4 Timed Text, Text file, Vobsub, MPL2, Teletext

- Formats d'àudio: AAC, AC3, ALAC, AMR, DTS, DV Àudio, FLAC, MACE, MP3, QDM2/QDMC, RealAudio, Speex, Screamtracker 3/S3M, TTA, Vorbis, WMA

## Requisits
Configuració mínima:
- PC 400 MHz
- 128 MB de memòria RAM
- 32 MB en el disc dur

Disponibilitat:
- Windows 95 i posteriors
- Linux totes les distribucions
- Mac US X i posteriors